# Heliocopris coronatus
Heliocopris coronatus är en skalbaggsart som beskrevs av Felsche 1901. Heliocopris coronatus ingår i släktet Heliocopris och familjen bladhorningar. Inga underarter finns listade i Catalogue of Life.